# Nervilia punctata
Nervilia punctata är en orkidéart som först beskrevs av Carl Ludwig von Blume, och fick sitt nu gällande namn av Tomitaro Makino. Nervilia punctata ingår i släktet Nervilia och familjen orkidéer. Inga underarter finns listade i Catalogue of Life.

## Bildgalleri

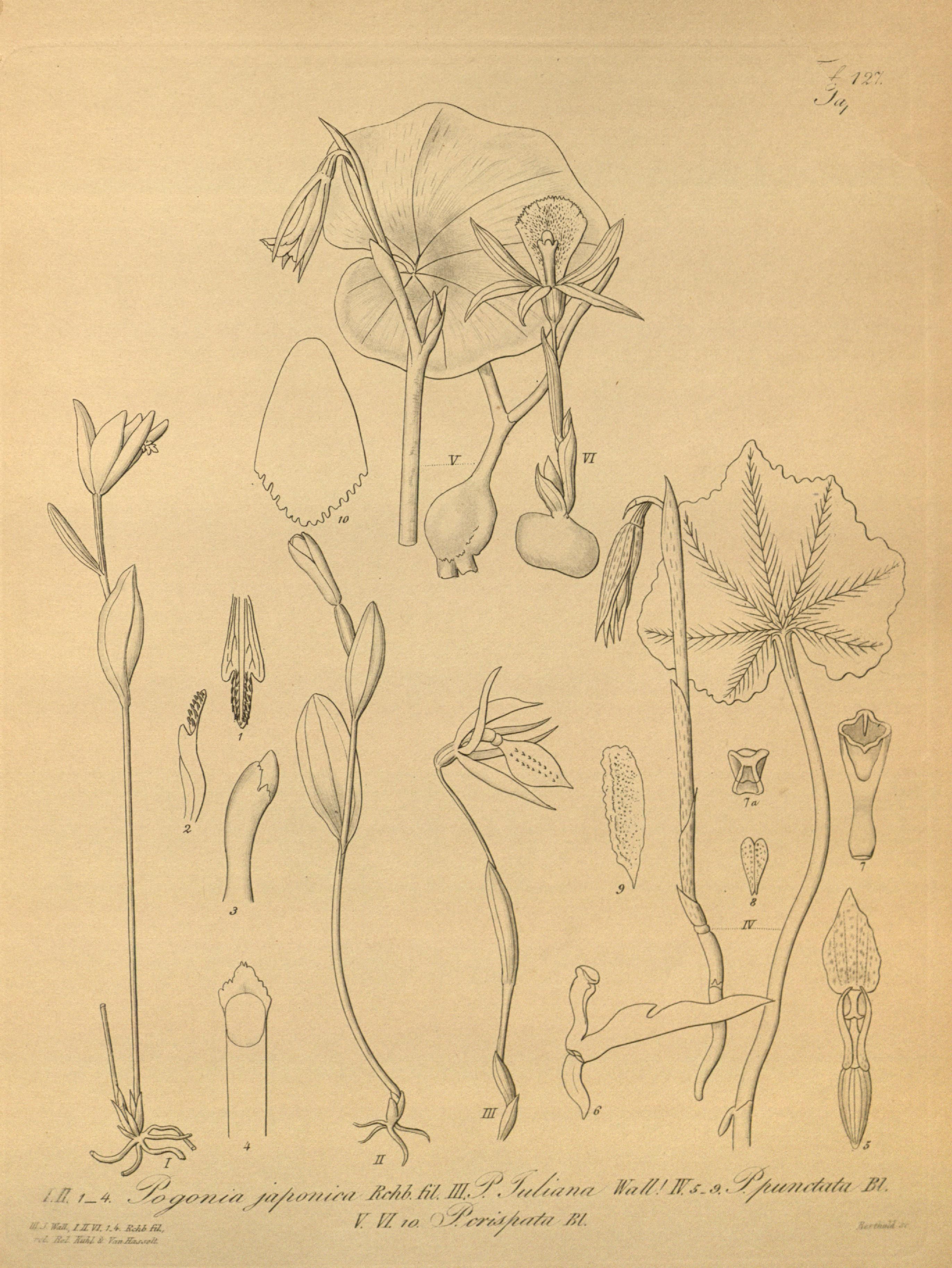